# Cervecería Cuauhtémoc Moctezuma

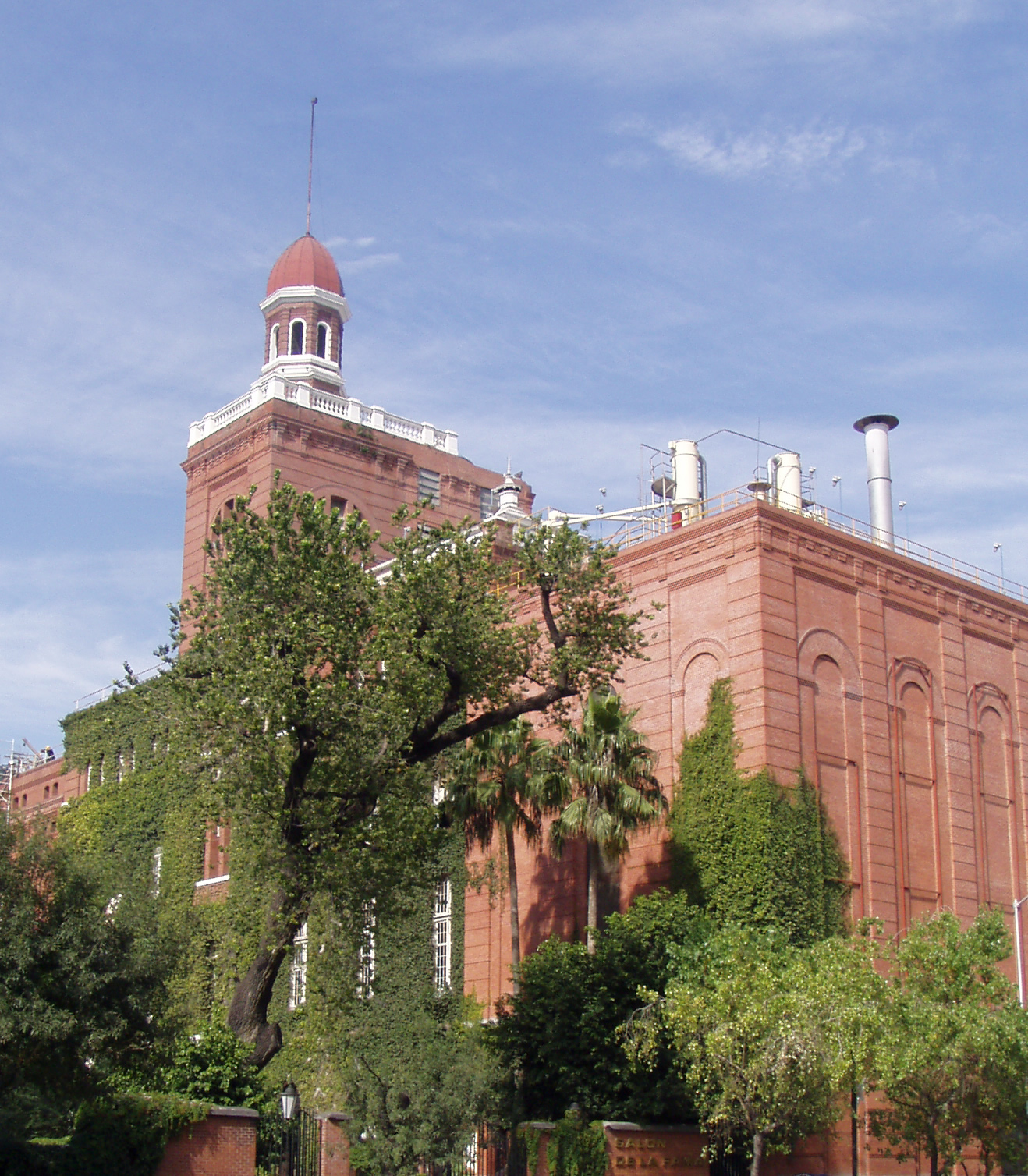
Hauptgebäude der Cuauhtémoc-Moctezuma-Brauerei in Monterrey, 2004

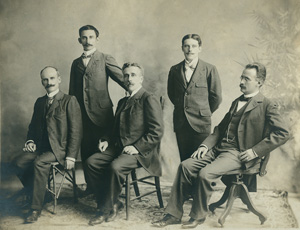
Gründer, ca. 1890

Die Cervecería Cuauhtémoc Moctezuma ist eine Brauerei mit Sitz in Monterrey, Mexiko. Sie entstand 1988 durch Fusion der Brauereien Cuauhtémoc aus Monterrey und Moctezuma aus Orizaba.
Die Firma ist als FEMSA Cerveza dritter Geschäftsbereich des Handels- und Getränkekonzerns Fomento Económico Mexicano (FEMSA) und seit 2010 im Besitz von Heineken, wodurch FEMSA zu deren zweitgrößten Anteilseigner wurde.
Die Firma betreibt Brauereien in Monterrey, Tecate, Navojoa, Guadalajara, Toluca, Orizaba und Meoqui. Sie produziert rund 3,09 Millionen Hektoliter. In Mexiko beschäftigt die Firma über 20.000 Mitarbeiter.

## Geschichte
Die Brauerei Cuauhtémoc wurde am 8. November 1890 von Isaac Garza Garza und José Calderón mit Unterstützung von Joseph A. Muguerza, Joseph M. Schnaider und Francisco Gómez Sada mit einem Anfangskapital von 15 Millionen Pesos in Monterrey, Nuevo León gegründet. Sie firmierte zunächst unter dem Namen der Fabrik Hielo y Cerveza Cuauhtémoc, der sich dann in Cervecería Cuauhtémoc änderte. Die erste Biermarke war Carta Blanca, die auch heute noch produziert wird. Die Cuauhtémoc-Brauerei war auch die Keimzelle der Fomento Económico Mexicano (FEMSA). 

## Biermarken
Das Unternehmen produziert einige bekannte mexikanische Biere wie beispielsweise:

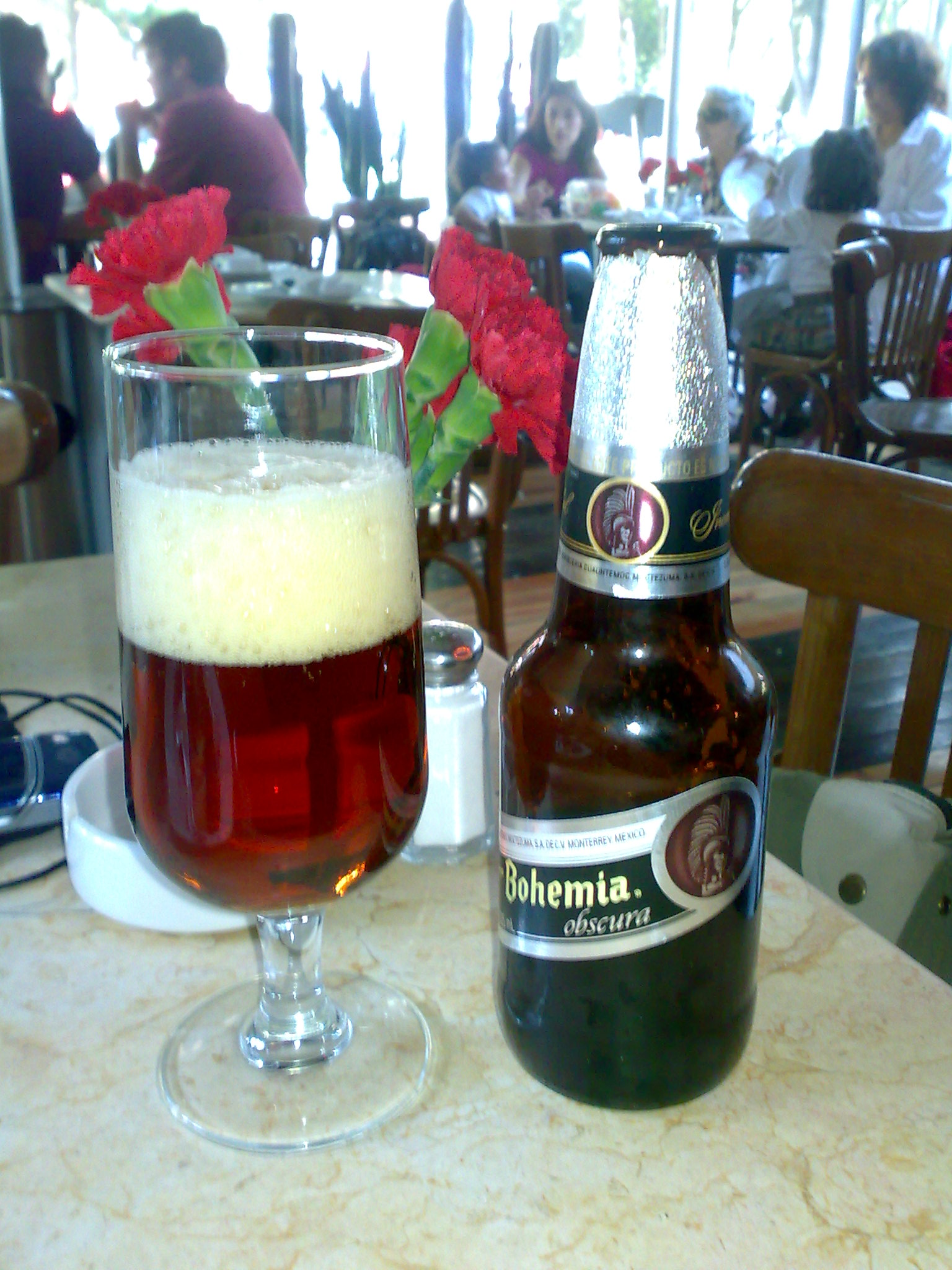
Bohemia
- Carta Blanca
- Casta
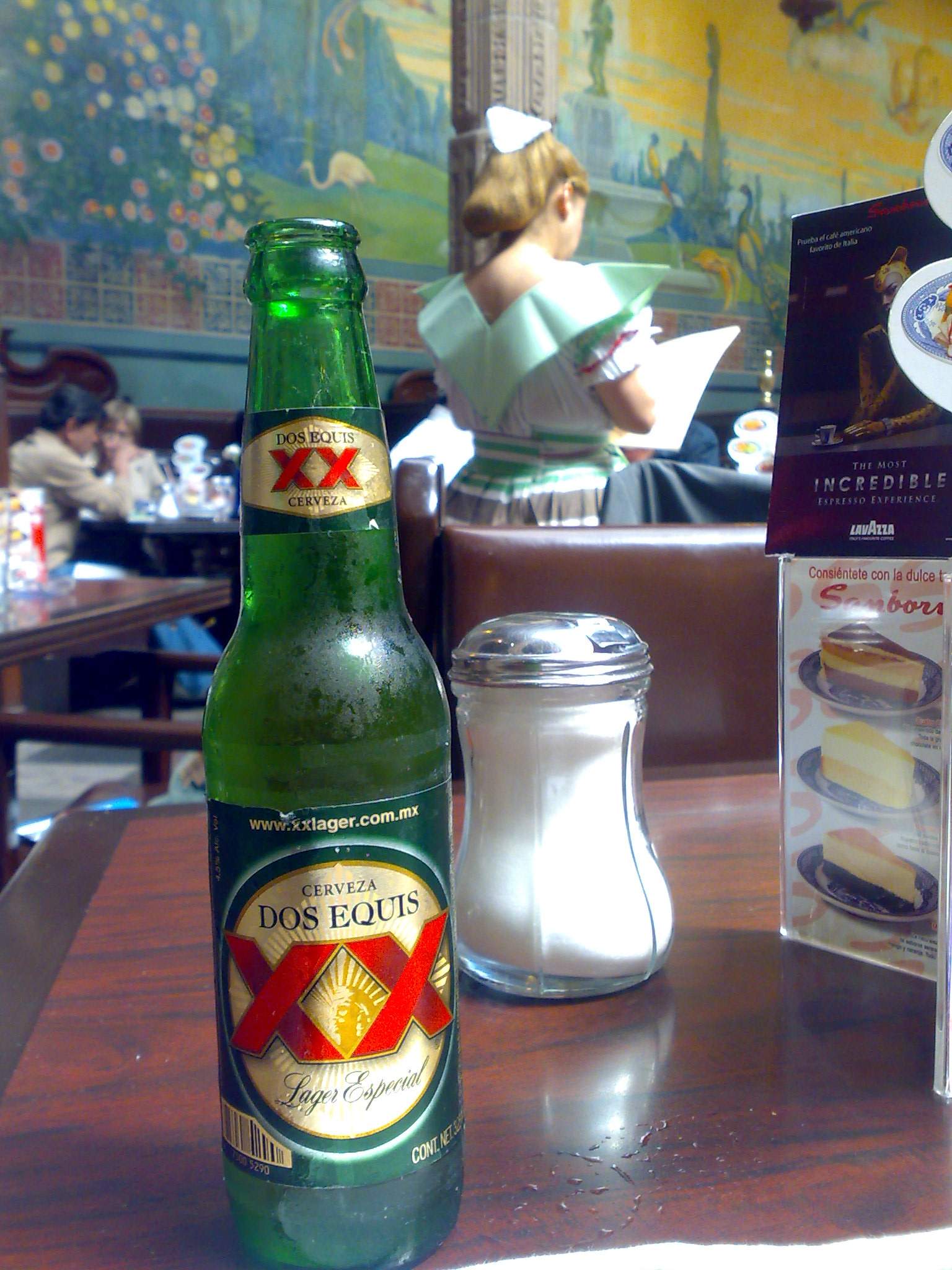
Dos Equis (XX)
Indio
- Moctezuma
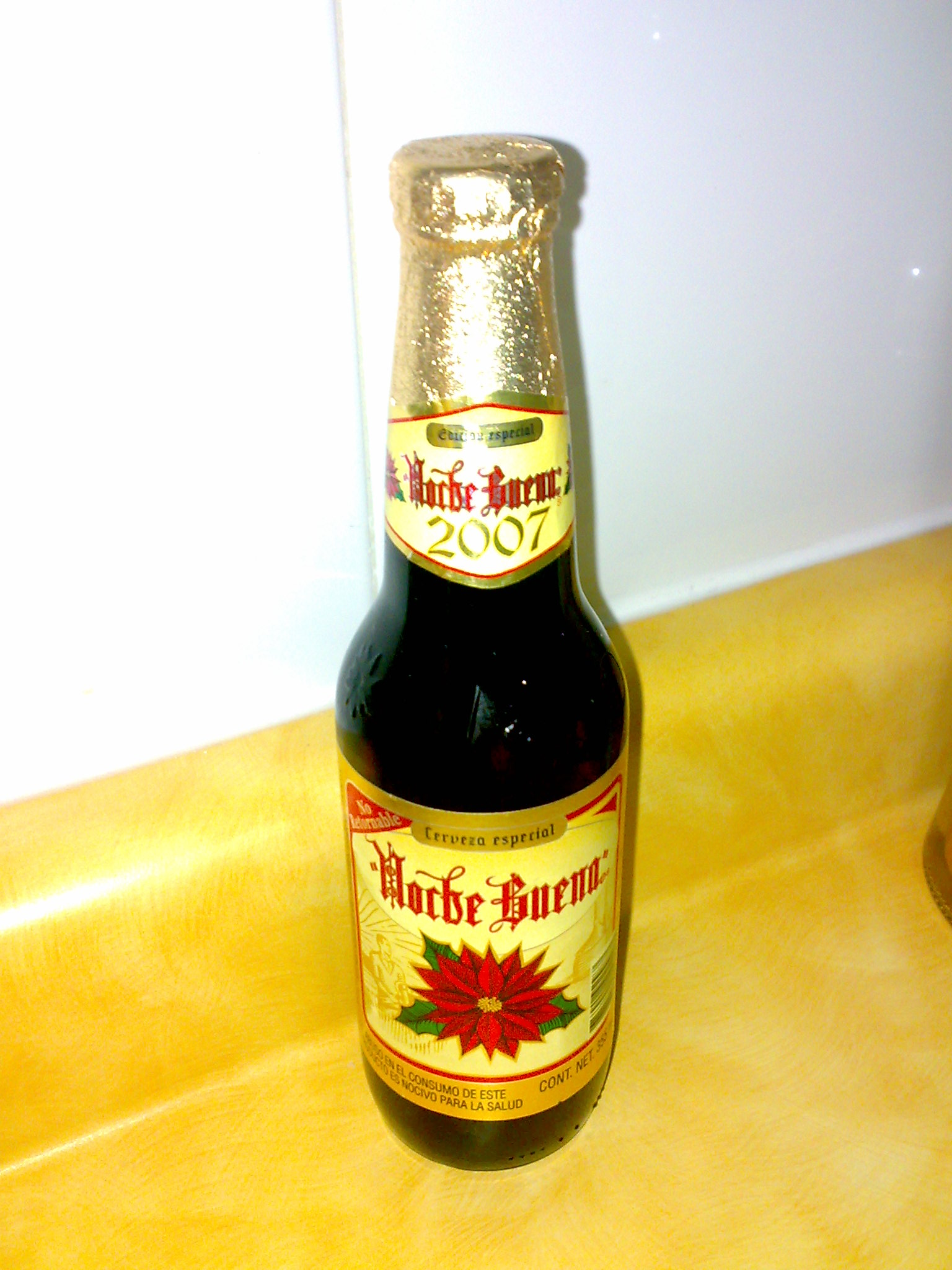
Noche Buena
- Sito de Kaiser
Sol
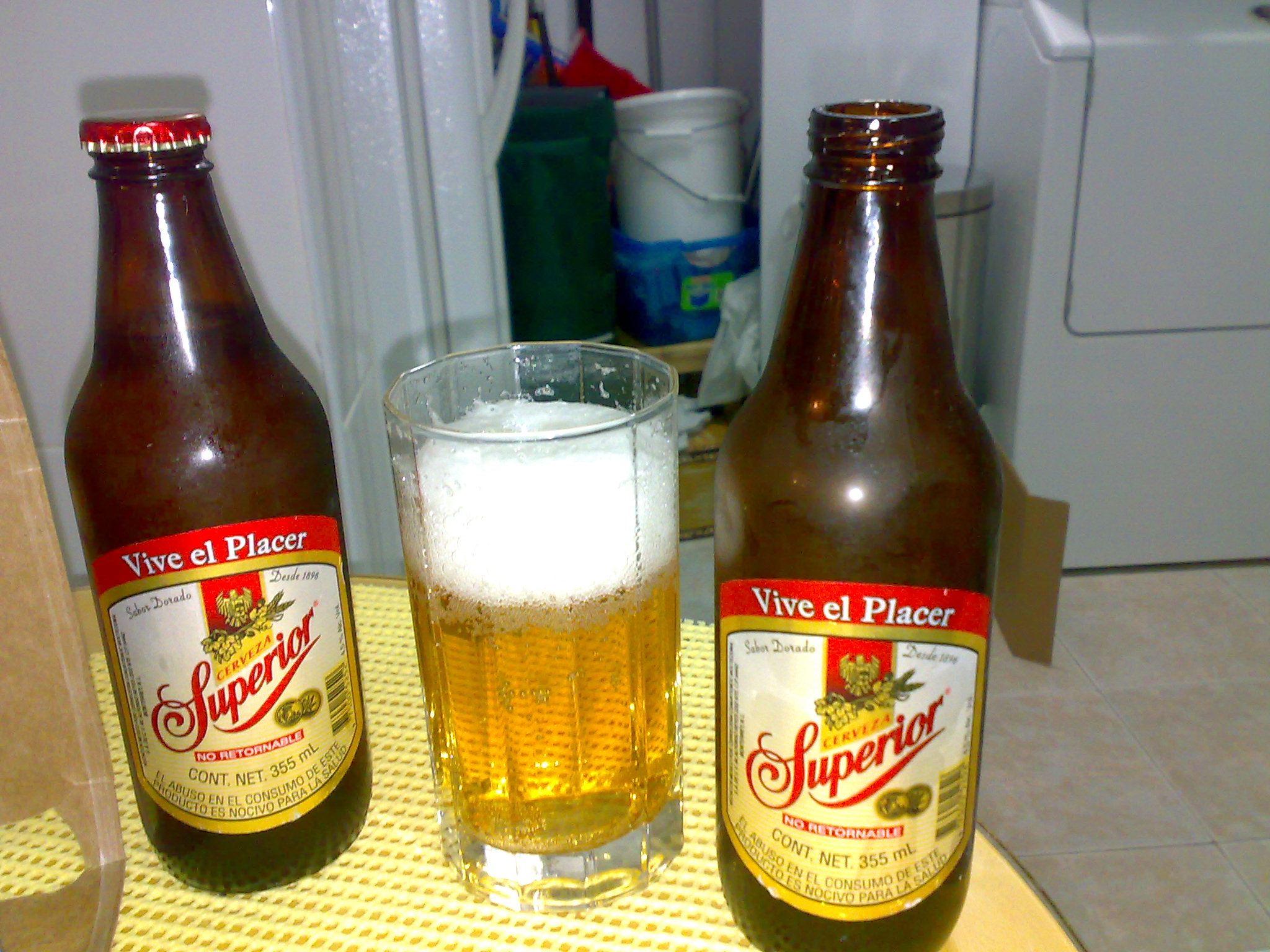
Superior
Tecate

- Bohemia
- Dos Equis (XX)
- Indio
- Noche Buena
- Sol
- Superior
- Tecate